# Carlota Castrejana
María Carlota Castrejana Fernández, španska atletinja in košarkarica, * 25. april 1973, Logroño, Španija.
Nastopila je na poletnih olimpijskih igrah leta 1992 v košarki, s špansko reprezentanco je osvojila peto mesto, ter v letih 2000, 2004 in 2008 v troskoku, dosegla je šestnajsto in dvakrat osemnajsto mesto. Na evropskih dvoranskih prvenstvih je osvojila naslov prvakinje leta 2007 in bronasto medaljo leta 2005.